# HD 107148
HD 107148 – gwiazda typu żółty karzeł, położona w gwiazdozbiorze Panny, oddalona od Ziemi o około 170 lat świetlnych.
W 2006 roku odkryto planetę HD 107148 b okrążającą tę gwiazdę.